# Ялова
Ялова (словац. Jalová, угор. Jármos) — лемківське село, громада в окрузі Снина, Пряшівський край, північно-східна Словаччина. Кадастрова площа громади — 2,79 км² (найменша серед громад округу). Населення — 64 особи (за оцінкою на 31 грудня 2017 р.).
|  |  |

## Історія
Давнє лемківське село. Вперше згадується 1568 року.

## Географія
Ялова розташована у східній частині Низьких Бескидів в долині правого притоку річки Ціроха за ~1 км на захід-південний захід від її водосховища Старіна. Висота в центрі села 350 м, в кадастрі — 325—500 м над рівнем моря.
З лісової рослинності переважає бук і береза.

## Населення
| Рік:            | 1993 | 2003     | 2013     | 2023  |
| --------------- | ---- | -------- | -------- | ----- |
| Кількість осіб: | 101  | 89       | 75       | 63    |
| Різниця:        |      | -11,88 % | -15,73 % | -16 % |

| Рік:            | 2022 | 2023 |
| --------------- | ---- | ---- |
| Кількість осіб: | 63   | 63   |
| Різниця:        |      | +0 % |

В селі проживає 90 осіб.
Національний склад населення (за даними перепису населення 2001 року):
- словаки — 100,0 %.

Склад населення за приналежністю до релігії станом на 2001 рік:
- православні: 62,79 %,
- греко-католики: 33,72 %,
- римо-католики: 1,16 %,
- не вважають себе віруючими або не належать до жодної вищезгаданої церкви: 2,33 %.

## Пам'ятки
Дерев'яна греко-католицька церква святого Юрія, збудована у 1792 році, перебудована у 1831 році.